# Эмас (национальный парк)
Эмас (порт. Parque Nacional das Emas) — национальный парк Бразилии и объект Всемирного наследия ЮНЕСКО. Расположен между штатами Гояс и Мату-Гросу-ду-Сул в Центрально-Западном регионе Бразилии, между 17º50' — 18°15' ю. ш. и 52º39' — 53º10’ з. д.. Флора и фауна национального парка Эмас являются типичными для зоны лесистых саванн, там можно встретить большое количество диких животных: больших муравьедов, гривистых волков, броненосцев и других. Парк основан в 1961 году указом президента Жуселину Кубичека, а в 2001 году был внесён в список Всемирного наследия ЮНЕСКО.